# Fenêtre à croisée
Pour les articles homonymes, voir Croisé (homonymie).

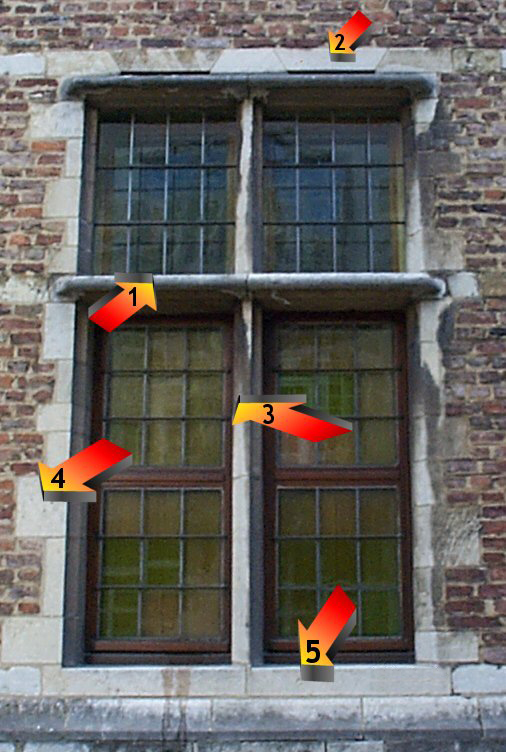
Fenêtre à croisée : 1. traverse ; 2. linteau ; 3. montant ou meneau ; 4. jambage ; 5. appui.

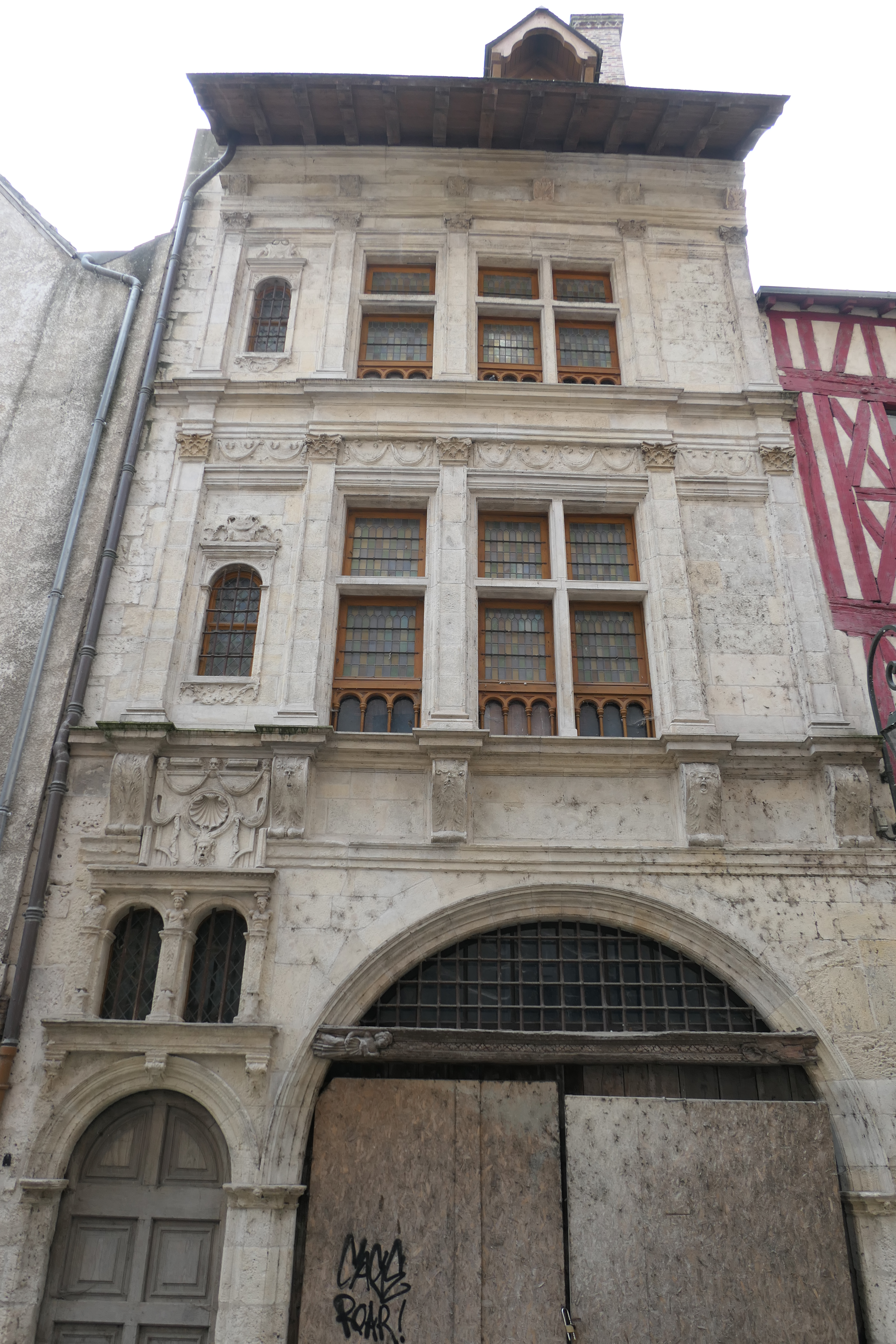
Chaque étage de la maison dite de la Coquille à Orléans est percé d'un jour d'étude, d'une demi-croisée suivie d'une croisée.

Une fenêtre à croisée — ou fenêtre à meneau — est une fenêtre comportant une croix latine formée par une traverse et un montant (appelé meneau).

## Terminologie
La « croisée » désigne à l'origine une ouverture pratiquée dans les murs d'un édifice pour laisser pénétrer la lumière à l'intérieur. La croisée doit sa dénomination à ce que son ouverture carrée ou oblongue était divisée par des meneaux ayant la forme d'une croix latine, qui se répand en Europe occidentale à partir du XIVe siècle.
Ce mot est employé par la suite dans le langage ordinaire pour indiquer une fenêtre et il est généralement regardé comme en étant synonyme : la fenêtre et la croisée sont des ouvertures pratiquées dans les murs d'un édifice pour laisser pénétrer le jour à l'intérieur mais l'une n'est qu'une variété de l'autre. Fenêtre est le mot générique, croisée le nom appliqué à une espèce du genre. 
Au XIXe siècle, le terme « croisée » survit aussi pour désigner la « fermeture », soit le châssis de fenêtre — à l'exclusion, d'une part, du châssis de baie de porte, appelé « porte », d'autre part, du bâti dont l'intérieur n'est pas rempli de panneaux, appelé « châssis ».
Le terme croisée tombe par la suite en désuétude sauf pour désigner les « fenêtres à croisées » originales.

## Évolution de la croisée
Les fenêtres à croisées sont probablement apparues dans l'architecture domestique à pan de bois (colombage), où elles sont très fréquentes à l'époque médiévale pour des raisons structurelles. Les exemples les plus primitifs de fenêtres à croisées en pierre apparaissent sur les maisons de villes septentrionales dès le début XIIIe siècle au plus tard. Parmi les rares exemples du XIIIe siècle, on peut citer le rang de maisons de la rue des Jésuites à Tournai et la maison des Musiciens à Reims. Mais la fenêtre à croisée se répand surtout à partir du XIVe siècle, avec plus de succès dans l'ensemble des pays germaniques, dont les Pays-Bas et les Flandres. En France elle est définitivement adoptée assez tard et ne devient vraiment commune qu'à partir de la fin du XIVe siècle ou du commencement du XVe siècle. La croix devient un élément particulier de l'architecture de l'Europe occidentale, presque généralisé jusqu'au XVIIe siècle. 
Il est à remarquer qu'en Europe continentale cette forme architecturale est réservée aux édifices civils ou militaires. Il n'y a que de rares exemples au XVe siècle dans les églises ou les chapelles. Cependant en Angleterre, un style gothique particulier est apparu en développant et en multipliant les croisées en tant qu'ornement des fenêtres et des murs : le gothique perpendiculaire, un style qui caractérise autant l'architecture sacrée que profane. Mais les baies anglaises du gothique perpendiculaire dans les églises sont plus complexes et incluses dans de grandes ouvertures en arcs brisés, elles ne sont jamais à croisées simples dans des ouvertures rectangulaires, alors que cette dernière forme est généralisée dans l'architecture civile anglaise de la même période.
Au XVe siècle, la physionomie de la croisée change : ses montants, son trumeau et son croisillon sont chargés de nervures prismatiques. D'autres nervures en accolades, simulant des ogives, les encadrent parfois. Mais ce dernier ornement ne se rencontre pas toujours ; il est souvent remplacé par un encadrement ou chambranle saillant, en tout ou en partie, la croisée ; souvent encore, il arrive que ce chambranle ne dépasse que très peu le linteau ; alors ses extrémités inférieures reposent sur des corbeaux décorés d'armoiries, de figures grotesques, d'anges, d'animaux, etc..
Ces mêmes figures se rencontrent aussi parfois au milieu du linteau ou du chambranle. On rencontre aussi au XVe siècle des croisées qui n'ont que le croisillon transversal. Elles sont plus étroites que les autres et pourraient être appelées « demi-croisées ». Elles ne doivent en effet leur origine qu'au défaut d'espace qui a empêché de placer à l'endroit où on les voit une croisée entière. Les baies des croisées comme celles des fenêtres au Moyen Âge vont en s'évasant à l'intérieur et sont ordinairement munies de bancs en pierre.
À partir du XVIIe siècle, le trumeau et les croisillons disparaissent, seule la forme rectangulaire des baies subsiste.

## Renaissance
Lorsque la Renaissance vient au XVIe siècle remplacer le gothique, la croisée subsiste ; seulement les ornements, dont son chambranle et ses montants étaient décorés, changèrent; ils furent empruntés à l'art antique mêlé au style national des rinceaux, des oves des entrelacs remplacèrent les nervures[pas clair].
La croisée est la fenêtre emblématique de l'architecture de la Renaissance durant laquelle elle apparaît comme une composition de quatre baies. Par extension, elle est souvent appelée aussi « fenêtres à meneaux ».
Au cours de cette période où la religion domine en marquant toute forme d'art, elle est conçue à partir des règles esthétiques du carré donnant le rectangle d'or contenant une croix. On rabat à la verticale les diagonales du carré pour constituer les grands côtés du rectangle. Ils formeront les jambages en hauteur de la fenêtre. On sépare en deux parties symétriques verticales l'ensemble par le meneau en pierre taillée symbolisant le pied de la croix latine chrétienne, et on ajoute le croisillon de la croix en pierre divisant en hauteur la fenêtre, croisillon normalement positionnée en reformant le carré en partie basse[réf. nécessaire].
Cette croisée a donné la fenêtre de même esprit et de moindre portée formée par seulement sa moitié verticale suivant cette conception, un demi-carré en bas délimité par une traverse dans un demi-rectangle d'or, ouverture dans des pièces de second ordre en général, et affirmant encore plus la verticalité en façade[réf. nécessaire].
La croisée en pierre a donné la croisée dont la croix latine est constituée en bois dans le second œuvre et non plus le gros œuvre porteur, mais dans ces deux cas en autorisant de deux à quatre battants par fenêtre suivant sa hauteur[réf. nécessaire].
La forme et les proportions généralisées dessinées hors du rectangle d'or ne l'ont été qu'à partir de l'architecture du XIXe siècle en procédant d'un autre esprit de composition de façade, quelques particularités architecturales les faisant subsister, par exemple la réhabilitation dans des zones bâties anciennes, et des idées personnelles d'architectes[réf. nécessaire].

## Académisme
La forme verticale des fenêtres issue de la croisée est restée très généralisée et a pu profiter de l'académisme jusqu'au milieu du XXe siècle[réf. nécessaire].

## Pendant la Révolution française
Un impôt sur les portes et fenêtres fut institué en France par le Directoire, pendant la Révolution française, le 4 frimaire an VII (24 novembre 1798), et abrogé en 1926, qui conduisit à la suppression des meneaux et traverses de beaucoup de croisées, une fenêtre à croisée de quatre panneaux comptant pour quatre fenêtres.

## La croisée dans les châssis

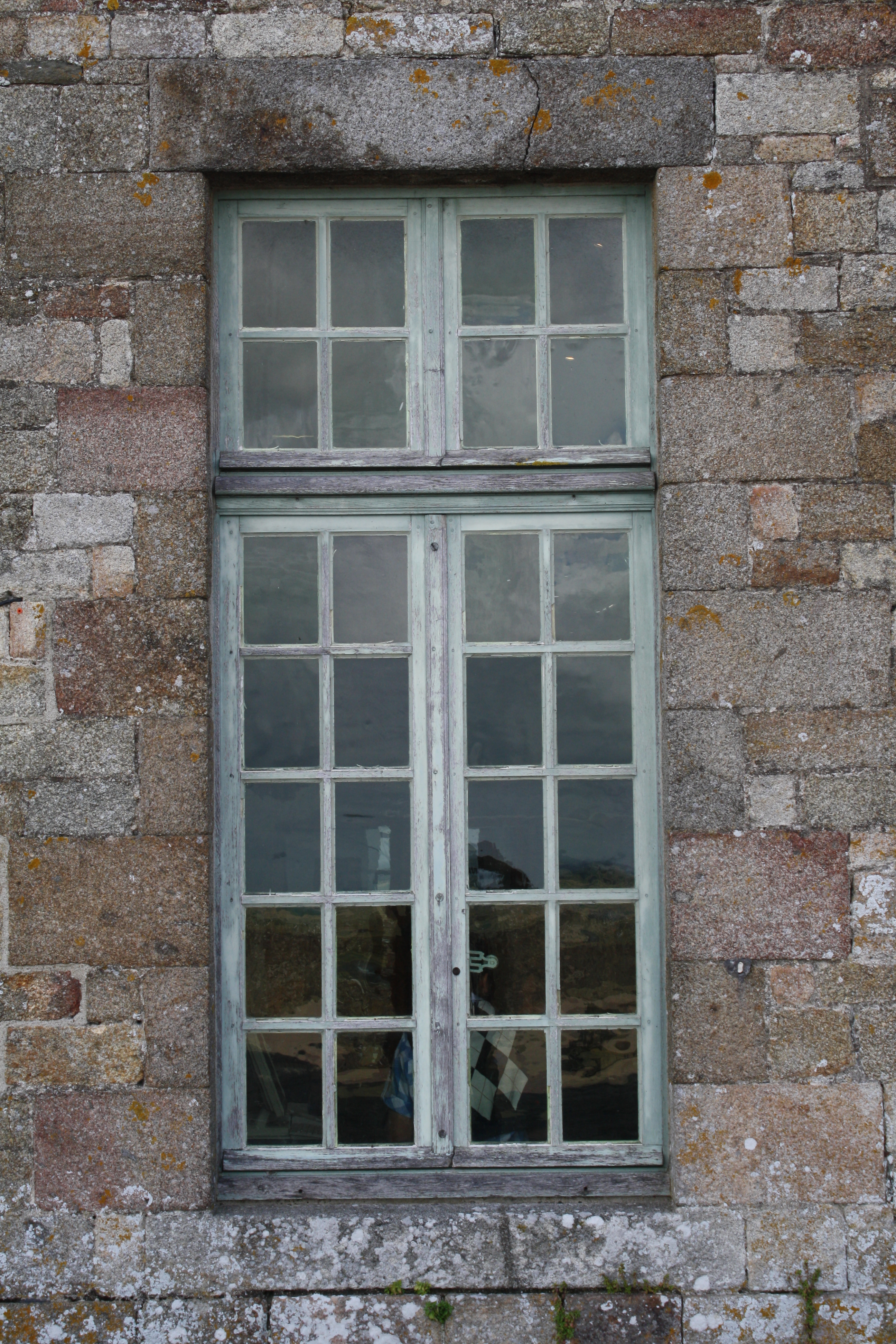
Croisée de menuiserie, le châssis de fenêtre moderne (abbaye du Mont-Saint-Michel).

D'après Eugène Viollet-le-Duc, « les meneaux et les traverses persistent dans les fenêtres de l'architecture civile française jusqu'au commencement du XVIIe siècle, parce que jusqu'alors les croisées s'ouvraient par petites parties, et qu'on ne supposait pas qu'il fût commode de manœuvrer des châssis et des volets de trois mètres de hauteur. Ducerceau nous montre encore les fenêtres du Louvre, de François Ier et de Henri II, avec des meneaux de pierre. Des meneaux garnissent également les baies du palais des Tuileries. La suppression de ces accessoires, reconnus nécessaires jusque sous le règne de Louis XIV, a changé complètement le caractère de cette architecture en lui retirant son échelle ; les croisées de menuiserie n'ont pas l'aspect monumental des meneaux de pierre, sans pour cela donner plus de jour à l'intérieur des appartements ». 
Au XIXe siècle, le terme « croisée » survit donc pour désigner la « fermeture », soit le châssis de la fenêtre (à l'exclusion des châssis de baie de porte qui sont désignés par « porte » et des bâtis dont l'intérieur n'est pas rempli de panneaux qui sont désignés par châssis) dans un mur de face destinée à éclairer une pièce quelconque.
Les croisées prennent différents noms selon leur forme et leur assemblage.
- Croisée à glaces ou à grands carreaux. Croisée qui n'a point de montants de petit-bois dans les châssis, mais seulement des traverses[N 1].
- Croisée petit-bois ou à petits carreaux. Croisée qui à un ou deux rangs de montants de petits bois dans chaque châssis[N 1].
- Croisée demi-mansarde ou à coulisse. Croisée qui est faite de deux châssis sur la hauteur, dont celui du haut est dormant et celui du bas ouvre en le levant[N 1].
- Croisée mansarde. Croisée composée de quatre châssis, deux en haut et deux en bas dont les deux du bas sont ouvrants seulement comme le précédent[N 1].
- Croisée un vantail. Croisée qui n'a qu'un châssis ouvrant dans le dormant[N 2].
- Croisée deux vantaux. Croisée qui ouvre en deux châssis sur la largeur des croisées[N 2].
- Croisée assemblée à pointe de diamant. Croisées qui sont assemblées à petit-bois, portant moulures et à double onglet, avec les traverses des mêmes petit-bois[N 2].
- Croisée assemblée à trèfle. Croisée dont les petit-bois ont pour moulure un demi-rond entre deux baguettes ; ce qui présente dans la coupe la figure d'un trèfle[N 2].

Enfin, on désigne par « croisillons », tous les petit-bois qui remplissent les châssis des croisées à petits carreaux.
Cette distinction typologique des châssis est de nos jours tombée en désuétude. On désigne de nos jours toutes les fermetures de fenêtre par châssis. La subdivision des vitrages en panneaux distincts va souvent à l'encontre des propriétés isolantes d'un châssis à double vitrage. On obtient une subdivision en panneaux du vitrage, en collant ou en superposant des lattes sur le vitrage, qui sont nommées croisillons.

## Galerie

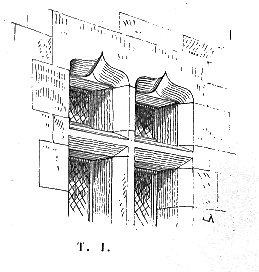
Croisée à accolades XIVe siècle.
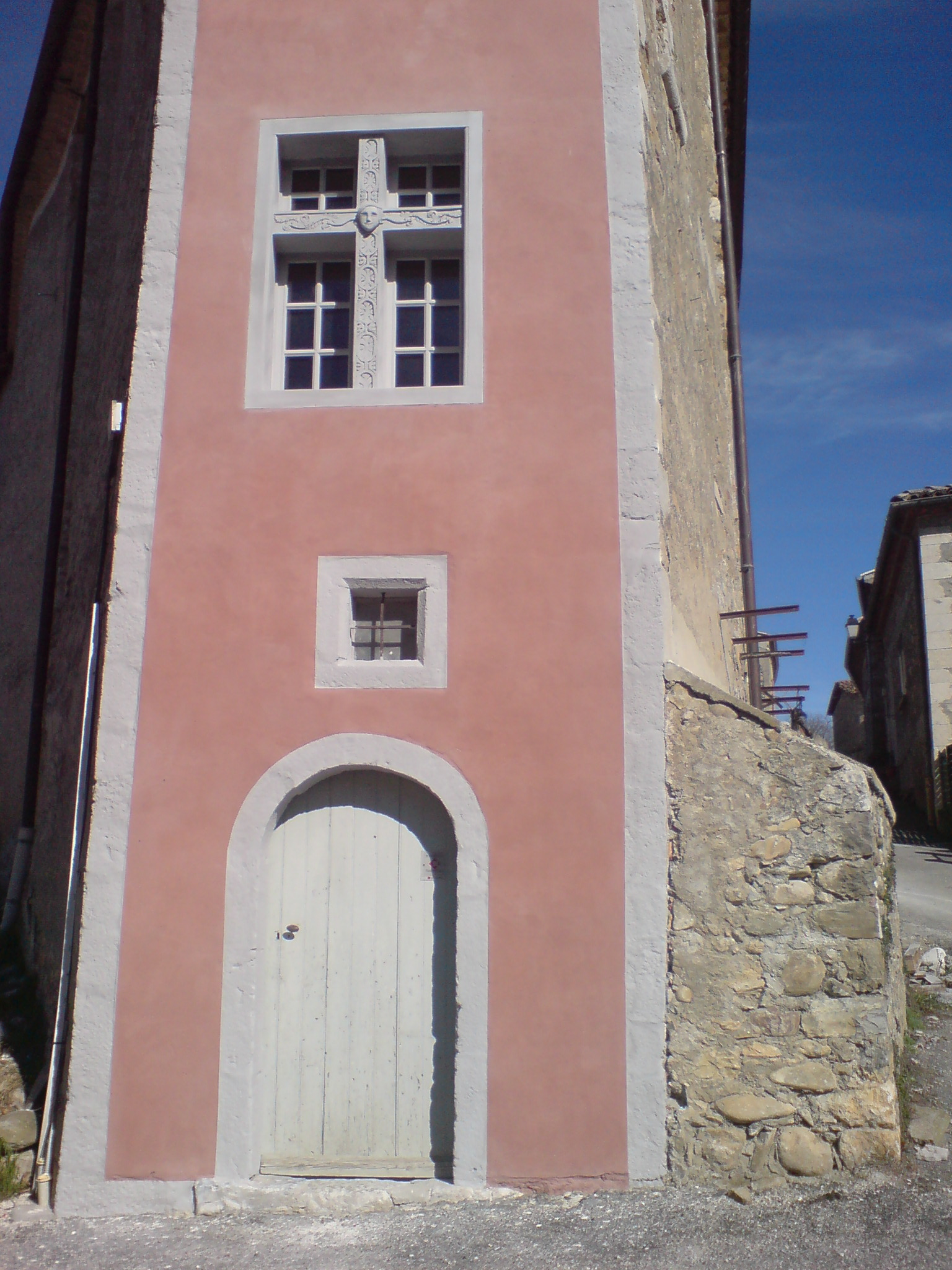
Croisée dont les bras sont sculptés, à Valernes (Alpes-de-Haute-Provence).
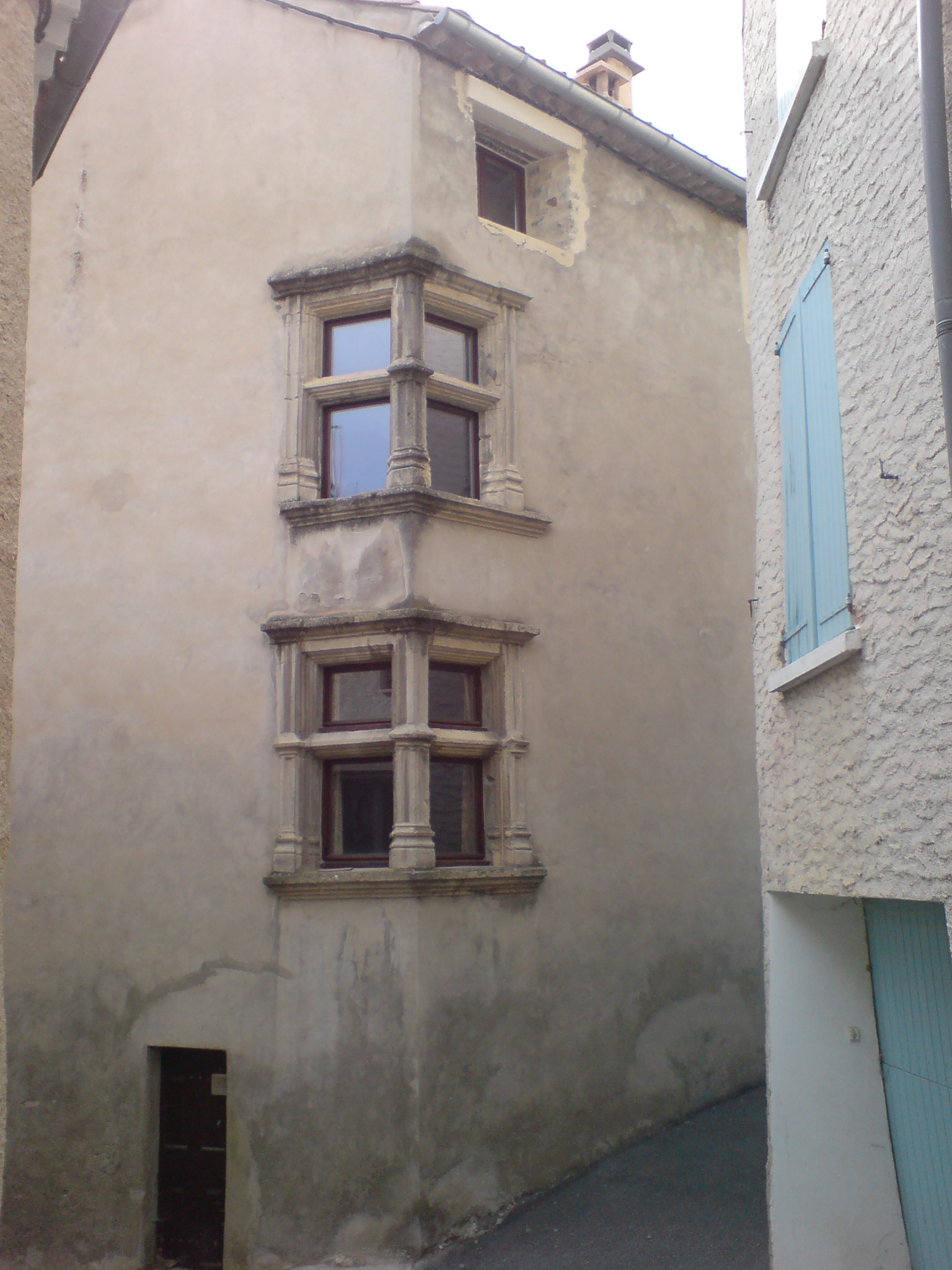
Une croisée d'angle, configuration assez rare, à Peyruis (Alpes-de-Haute-Provence).
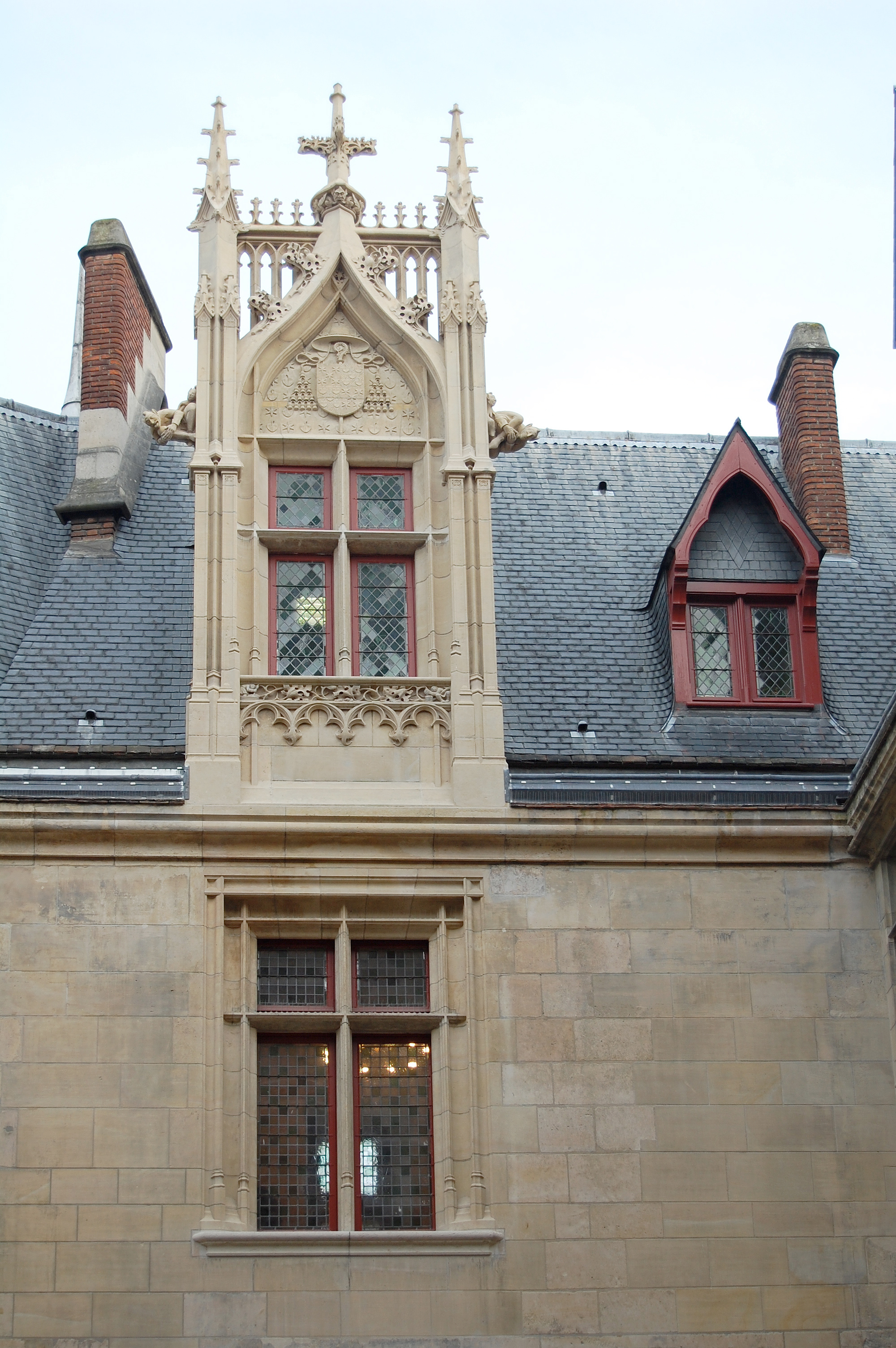
Hôtel des archevêques de Sens à Paris 4e (XVe siècle), avec croisée dans des fenêtres ogivales à tympan bouché.